# یوجین تی. بوت
یوجین تی. بوت (انگلیسی: Eugene T. Booth؛ زاده ۱۹۱۲ درگذشته ۶ مارس ۲۰۰۴) یک فیزیک‌دان بود.